# Saint-Pierrevillers
Saint-Pierrevillers és un municipi francès situat al departament del Mosa i a la regió del Gran Est. L'any 2007 tenia 151 habitants.

## Demografia

### Població
El 2007 la població de fet de Saint-Pierrevillers era de 151 persones. Hi havia 48 famílies, de les quals 13 eren unipersonals (13 homes vivint sols), 9 parelles sense fills i 26 parelles amb fills.
La població ha evolucionat segons el següent gràfic:
Habitants censats

### Habitatges
El 2007 hi havia 66 habitatges, 56 eren l'habitatge principal de la família, 6 eren segones residències i 4 estaven desocupats. Tots els 66 habitatges eren cases. Dels 56 habitatges principals, 48 estaven ocupats pels seus propietaris, 6 estaven llogats i ocupats pels llogaters i 1 estava cedit a títol gratuït; 2 tenien tres cambres, 10 en tenien quatre i 44 en tenien cinc o més. 46 habitatges disposaven pel capbaix d'una plaça de pàrquing. A 23 habitatges hi havia un automòbil i a 28 n'hi havia dos o més.

### Piràmide de població
La piràmide de població per edats i sexe el 2009 era:
| Homes | Edats   | Dones |
| ----- | ------- | ----- |
| 0     | 95 o +  | 0     |
| 0     | 90 a 94 | 0     |
| 0     | 85 a 89 | 0     |
| 4     | 80 a 84 | 4     |
| 0     | 75 a 79 | 4     |
| 4     | 70 a 74 | 4     |
| 8     | 65 a 69 | 8     |
| 0     | 60 a 64 | 4     |
| 0     | 55 a 59 | 0     |
| 0     | 50 a 54 | 4     |
| 8     | 45 a 49 | 0     |
| 4     | 40 a 44 | 0     |
| 0     | 35 a 39 | 8     |
| 12    | 30 a 34 | 0     |
| 8     | 25 a 29 | 8     |
| 8     | 20 a 24 | 0     |
| 0     | 15 a 19 | 0     |
| 0     | 10 a 14 | 4     |
| 8     | 5 a 9   | 0     |
| 4     | 0 a 4   | 4     |

## Economia
El 2007 la població en edat de treballar era de 85 persones, 72 eren actives i 13 eren inactives. De les 72 persones actives 69 estaven ocupades (41 homes i 28 dones) i 3 estaven aturades (2 homes i 1 dona). De les 13 persones inactives 7 estaven jubilades, 3 estaven estudiant i 3 estaven classificades com a «altres inactius».

### Ingressos
El 2009 a Saint-Pierrevillers hi havia 64 unitats fiscals que integraven 157 persones, la mediana anual d'ingressos fiscals per persona era de 18.991 €.

### Activitats econòmiques
Dels 3 establiments que hi havia el 2007, 1 era d'una empresa alimentària, 1 d'una empresa d'hostatgeria i restauració i 1 d'una entitat de l'administració pública.
L'únic establiment comercial que hi havia el 2009 era una carnisseria.
L'any 2000 a Saint-Pierrevillers hi havia 9 explotacions agrícoles que ocupaven un total de 804 hectàrees.

## Poblacions més properes
El següent diagrama mostra les poblacions més properes.